# ادوارد اولندرف
ادوارد اولندرف (متولد ۲۵ ژانویه ۱۹۲۰؛ درگذشت ۶ مارس ۲۰۱۱) پژوهشگر و تاریخ‌دان بریتانیایی بود. او یکی از برجسته‌ترین شخصیت‌های اتیوپی‌شناسی بود و همچنین در زمینه زبان‌های سامی، آثاری را نگارش کرد. 
اولندرف از Graues Kloster در برلین، دانشگاه عبری اورشلیم و دانشگاه آکسفورد فارغ‌التحصیل شد. 
او سابقاً قاری زبان‌های سامی را در دانشگاه سن آندریوس، استاد زبان‌های سامی در دانشگاه منچستر و استاد اتیوپی‌شناسی دانشگاه آکسفورد بود. 
پیش از مرگش در ۲۰۱۱، اولندرف استاد بازنشسته سواز در دانشگاه لندن بود که در آنجا به عنوان استاد استیوپی‌شناسی و سپس زبان‌های سامی مشغول به کار بود.

## آثار
- Exploration and Study of Abyssinia. A brief survey
- The Semitic Languages of Ethiopia. A Comparative Phonology (1955)
- An Amharic Chrestomathy (1965)
- The challenge of Amharic (1965) An inaugural lecture delivered on 28 October 1964
- The Ethiopians: An Introduction to Country and People (1966)
- Ethiopia and the Bible (1968) Schweich Lectures of آکادمی بریتانیایی (۱۹۶۷)
- Some early Amharic letters. Bulletin of the School of Oriental and African Studies 35.2:229-270. (1972)
- Is Biblical Hebrew a Language? (1977)
- Autobiography of Emperor Haile Sellassie of Ethiopia (1978), translator
- The Amharic Letters Emperor Theodore of Ethiopia to Queen Victoria and Her Special Envoy (1979), with David L. Appleyard, Girma-Selassie Asfaw
- The Hebrew Letters of Prester John (1982), with C. F. Beckingham.
- A Tigrinya Chrestomathy (1985)
- The Two Zions : Reminiscences of Jerusalem and Ethiopia (1989)
- From Emperor Haile Selassie to H. J. Polotsky Collected Papers IV: An Ethiopian and Semitic Miscellany
- From the Bible to Enrico Cerulli A Miscellany of Ethiopian and Semitic Papers
- Hebraic- Jewish Elements in Abyssinian (Monophysite) Christianity (1956)